# مرتضی رحیموف
مرتضی رحیموف (روسی: Муртаза́ Губайду́ллович Рахи́мов؛ زادهٔ ۷ فوریهٔ ۱۹۳۴ – درگذشتهٔ ۱۱ ژانویه ۲۰۲۳) سیاست‌مدار اهل کشور روسیه بود. وی که نژاد باشقیری دارد از سال ۱۹۹۳ تا ۲۰۱۰ نخستین رئیس جمهور باشقیرستان در فدراسیون روسیه بوده‌است.